# Мусаев, Фозил Фахрединович
Фозил Фахрединович Мусаев (узб. Fozil Faxriddinovich Musayev; род. 2 января 1989 года; Ташкент, Узбекская ССР, СССР) — узбекский футболист. Полузащитник японского клуба «Джубило Ивата» и национальной сборной Узбекистана.

## Карьера
Фозил Мусаев начал свою профессиональную карьеру в 2007 году в составе каршинского «Насафа». В составе каршинцев Мусаев играл до 2008 года и за это время сыграл двадцать девять матчей. В 2009 году он перешёл в «Машъаль» и играл в составе «газовиков» три сезона и за это время играл в сорока четырёх матчах и забил пять голов.
В 2011 году он вернулся в «Насаф» и в том году вместе с командой выиграл Кубок АФК. За два сезона проведенных в составе «Насафа» Мусаев играл в тридцати матчах и забил три гола. В 2013 году он подписал контракт с ташкентским «Бунёдкором», но отыграв в составе «Бунёдкора» полсезона, уехал в Катар, где ему предлагал контракт местный «Аль-Муайдар». В составе арабской команды Мусаев играл до середины 2014 года и за это время успел сыграть в пятнадцати матчах и забить один гол.
Летом 2014 года он вернулся в Узбекистан и подписал контракт с ташкентским «Локомотивом». В составе «Локомотива» Фозил Мусаев играл до конца сезона и провёл двадцать два матча, забив два гола. В январе 2015 года он подписал контракт с иранским «Сепаханом». Выступал за данный клуб до июля 2016 года и за это время сыграл 40 матчей, забив 2 гола. В июле того же года перешёл в каршинский «Насаф». В декабре 2016 года перешёл в японский клуб «Джубило Ивата».

## Достижения
В составе «Насафа»
- Вице-чемпион Узбекистана: 2011
- Финалист Кубка Узбекистана: 2011, 2012
- Обладатель Кубка АФК: 2011

В составе «Локомотива» (Ташкент)
- Вице-чемпион Узбекистана: 2014
- Обладатель Кубка Узбекистана: 2014
- Финалист Суперкубка Узбекистана: 2014

В составе «Сепахана»
- Чемпион Ирана: 2014/15